# リール・ミュージック
『リール・ミュージック』（Reel Music）は、アナログLPで発売されたビートルズのコンピレーション・アルバムである。アメリカでの『ビートルズがやって来るヤァ!ヤァ!ヤァ!』（1964年初上映）の再上映に合わせて、ビートルズ主演の映画およびテレビ映画の使用曲を選んだ作品で、アメリカで1982年3月29日に発売され、その翌日イギリスでも発売された。なお、本作は1980年12月8日のジョン・レノンの死去後にリリースされた最初のアルバムともなっている。また映画フィルムを模したメンバー写真が印刷されたインナースリーブ、また"Souvenir Program"と題された主演した5本の映画の解説と写真が使われたパンフレットが付属。
アメリカのBillboard 200で3週連続最高位第19位を獲得し、アメリカだけで50万枚以上のセールスを記録している。本作は、アメリカレコード協会からゴールド認定を受けている。アメリカとカナダでは、関係者に配られるプロモーション用のゴールド（透明イエロー）カラー盤も存在する。
本作は現在も、未CD化のままである。

## ミックス
本作は、当時のアメリカでは珍しかったステレオ・ミックスが収録された。
- イギリス盤に収録された「アイ・アム・ザ・ウォルラス」のステレオ・ミックスは、アメリカにおいては本作で初めて発売された。アメリカで発売された従来の作品では、イントロがモノラル・ミックスと同じような編集が施されたステレオ・ミックスが収録され、1980年に発売された『レアリティーズ Vol.2』では、イギリス盤に収録されたステレオ・ミックスと組み合わせた音源が収録された。
- 「ア・ハード・デイズ・ナイト」と「涙の乗車券」の2曲は、アメリカで発売された従来の作品では擬似ステレオ・ミックスで収録されていたため、リアル・ステレオ・ミックスは本作で初めて発売された。
- 「恋する二人」は、イントロのハーモニカの演奏ミスを修正したミックスで収録された。なお、このミックスは他の作品には未収録となっている。

## シングル
1982年3月22日にアメリカでシングル盤『ザ・ビートルズ・ムービー・メドレー』が発売され、イギリスでは5月24日に発売された。同作は、本作に収録された「マジカル・ミステリー・ツアー」、「愛こそはすべて」、「悲しみはぶっとばせ」、「恋する二人」、「ア・ハード・デイズ・ナイト」、「涙の乗車券」、「ゲット・バック」の7曲をメドレー形式にしたもの。アートワークは本作と同じものが使用され、B面には「すてきなダンス」（『ビートルズがやって来るヤァ!ヤァ!ヤァ!』劇中歌で、本作には未収録）が収録された。

## 収録曲
全曲 作詞・作曲 : レノン＝マッカートニー
| #         | タイトル                                                  | 作詞      | 作曲・編曲 | 使用作品                              | 時間 |
| --------- | --------------------------------------------------------- | --------- | ---------- | ------------------------------------- | ---- |
| 1.        | 「ア・ハード・デイズ・ナイト」(A Hard Day's Night)        |           |            | ビートルズがやって来るヤァ!ヤァ!ヤァ! | 2:32 |
| 2.        | 「恋する二人」(I Should Have Known Better)                |           |            | ビートルズがやって来るヤァ!ヤァ!ヤァ! | 2:45 |
| 3.        | 「キャント・バイ・ミー・ラヴ」(Can't Buy Me Love)         |           |            | ビートルズがやって来るヤァ!ヤァ!ヤァ! | 2:15 |
| 4.        | 「アンド・アイ・ラヴ・ハー」(And I Love Her)              |           |            | ビートルズがやって来るヤァ!ヤァ!ヤァ! | 2:31 |
| 5.        | 「ヘルプ!」(Help!)                                        |           |            | ヘルプ!4人はアイドル                  | 2:21 |
| 6.        | 「悲しみはぶっとばせ」(You've Got To Hide Your Love Away) |           |            | ヘルプ!4人はアイドル                  | 2:11 |
| 7.        | 「涙の乗車券」(Ticket To Ride)                            |           |            | ヘルプ!4人はアイドル                  | 3:13 |
| 8.        | 「マジカル・ミステリー・ツアー」(Magical Mystery Tour)    |           |            | マジカル・ミステリー・ツアー          | 2:52 |
| 合計時間: | 合計時間:                                                 | 合計時間: | 20:40      |                                       |      |

| #         | タイトル                                                                     | 作詞      | 作曲・編曲 | 使用作品                     | 時間 |
| --------- | ---------------------------------------------------------------------------- | --------- | ---------- | ---------------------------- | ---- |
| 1.        | 「アイ・アム・ザ・ウォルラス」(I Am The Walrus)                              |           |            | マジカル・ミステリー・ツアー | 4:37 |
| 2.        | 「イエロー・サブマリン」(Yellow Submarine)                                   |           |            | イエロー・サブマリン         | 2:43 |
| 3.        | 「愛こそはすべて（オール・ユー・ニード・イズ・ラヴ）」(All You Need Is Love) |           |            | イエロー・サブマリン         | 3:53 |
| 4.        | 「レット・イット・ビー」(Let It Be)                                          |           |            | レット・イット・ビー         | 4:03 |
| 5.        | 「ゲット・バック」(Get Back)                                                 |           |            | レット・イット・ビー         | 3:07 |
| 6.        | 「ザ・ロング・アンド・ワインディング・ロード」(The Long And Winding Road)    |           |            | レット・イット・ビー         | 3:38 |
| 合計時間: | 合計時間:                                                                    | 合計時間: | 22:01      |                              |      |

## チャート成績
| チャート（1982年）                 | 最高位 |
| ---------------------------------- | ------ |
| オーストラリア (Kent Music Report) | 26     |
| カナダ (RPM)                       | 19     |
| 日本 (オリコン)                    | 26     |
| US Billboard 200                   | 19     |

## 認定
| 国/地域                                             | 認定 | 認定/売上数 |
| --------------------------------------------------- | ---- | ----------- |
| カナダ (Music Canada)                               | Gold | 50,000^     |
| アメリカ合衆国 (RIAA)                               | Gold | 500,000^    |
| * 認定のみに基づく売上数 ^ 認定のみに基づく出荷枚数 |      |             |